# 奥尔瓦内哈里奥皮科
奥尔瓦内哈里奥皮科，是西班牙卡斯蒂利亚-莱昂布尔戈斯省的一个市镇。总面积9平方公里，总人口175人（2001年），人口密度19人/平方公里。